# 圣马丹德塞尼昂
圣马丹德塞尼昂（法語：Saint-Martin-de-Seignanx，法語發音：[sɛ̃ maʁtɛ̃ də sɛɲɑ̃]）是法国朗德省的一个市镇，属于达克斯区。

## 地名
法语人名在日常人名译名以及《世界人名翻譯大辭典》、《法语姓名译名手册》等主流人名译名类书籍资料中多译作“马丁”，不过在《世界地名翻译大辞典》、《世界地名译名词典》和《法国地图册》等主流地名译名类书籍资料中多译作“马丹”。

## 地理
圣马丹德塞尼昂（43°32'34"N, 1°23'13"W）面积45.35 平方千米，位于法国新阿基坦大区朗德省，该省份为法国西南部沿海省份，是法國本土面积第二大的省，北起吉倫特省，西临大西洋，南至大西洋比利牛斯省，东临热尔省，东北与洛特-加龍省接壤。
与圣马丹德塞尼昂接壤的市镇（或旧市镇、城区）包括：拉贝讷、翁德尔、圣安德烈德塞尼昂、圣巴泰勒米、塔尔诺斯、拉翁斯、于尔屈特。
圣马丹德塞尼昂的时区为UTC+01:00、UTC+02:00（夏令时）。

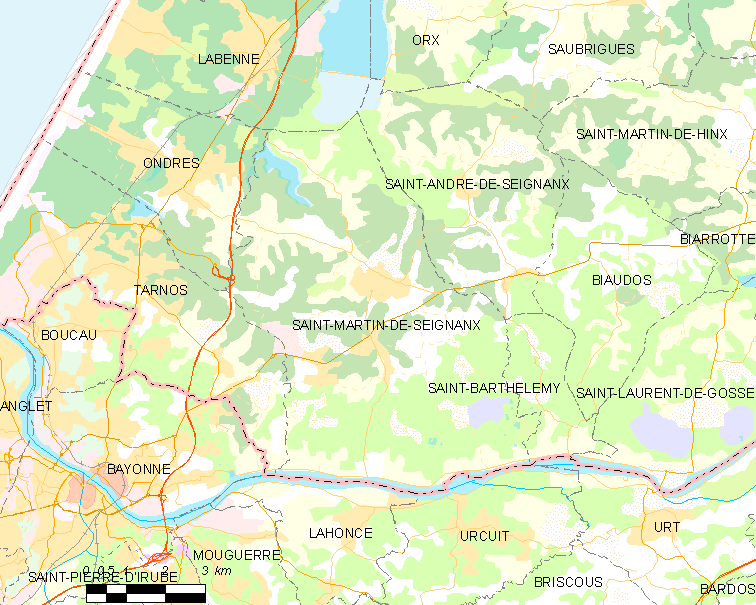
圣马丹德塞尼昂的OSM定位图

## 行政
圣马丹德塞尼昂的邮政编码为40390，INSEE市镇编码为40273。

## 政治
圣马丹德塞尼昂所属的省级选区为塞尼昂县。

## 人口

1962-2008年间圣马丹德塞尼昂人口变化图示

圣马丹德塞尼昂于2022年1月1日时的人口数量为6123人。